# Identifikátor československých knih
Identifikátor československých knih je jednoznačný identifikátor knih na území Československa, později České republiky. Je to vlastně předchůdce mezinárodního identifikátoru ISBN. Používal se od roku 1962 do roku 1989, kdy byl nahrazen systémem ISBN. Některá nakladatelství používala po roce 1989 paralelně oba systémy (např. Albatros).
Identifikátor se skládá ze tří částí ve formě AA-BBB-CC nebo AA/BBB/CC, kde AA je jednoznačný identifikátor nakladatelství, BBB je číslo dané publikace v roce a nakladatelství a CC je poslední dvojčíslí roku. Existují verze, kdy CC je psáno ve formě tří číslic. Verze s koncovým tříčíslím se vyskytuje u knih vydaných od roku 2000, a jedná se pravděpodobně o ad hoc vytvořenou úpravu identifikátoru.
Nakladatelství Albatros vytvořilo svou vlastní verzi pro knižní edici Klub mladých čtenářů ve formě AA-BBB-KMČ-CCC. Podoba identifikátoru s vmezeřenou skupinou KMČ (pravděpodobně parazitní) se vyskytuje od sedmdesátých let.
Pro knihy, které byly vydány v podobě více svazků, a kterým tudíž v systému ČS identifikátoru přináleží jedno číslo (bez ohledu na svazek) označení AA-BBB-CC-DD, kde poslední dvojčíslí DD určuje číslo svazku ve vícesvazkové publikaci. Toto členění zavedl Albatros v roce 1988, případně 1987, protože v roce 1986 vydaná kniha Salvator, A. Dumas (jiný název překladu díla Pařížští Mohykáni) má pouze jedno číslo pro oba svazky (13-737-86). S ohledem na zavedení ISBN po roce 1989 je pravděpodobné, že varianta s tříciferným rokem AA-BBB-CCC-DD již nebyla použita, protože ISBN řeší přiřazení identifikátoru jak sérii tak jednotlivému svazku v rámci série.
Zajímavostí verze identifikátoru pro Klub mladých čtenářů (AA-BBB-KMČ-CCC) je fakt, že byl tento identifikátor používán i pro knihy, které vyšly duplicitně v rámci „edice“ Klubu mladých čtenářů ale zároveň jako součást jiné ediční řady, například v edici KOD (Knihy odvahy a dobrodružství) . Důsledkem této vydavatelské duplicity je pravděpodobně i nestandardní vzhled dvojknihy Stopy ve sněhu, Kletba vikingova hrobu, která byla vydána zároveň v KMČ a zároveň v KOD. Lze předpokládat, že vzhled obálky knihy, která se zcela vymyká podobě obálek KOD (jak tzv. pruhované klasické, tak pruhované obnovené), je důsledkem toho, že kniha byla vydána v momentě, kdy bylo vydávání edice KOD již přerušeno, ale kniha samotná již byla vytištěna.
Přesné jméno identifikátoru není známo. V knize Programování ’87 je označeno jako publikační číslo. V knize Metody programování počítačů III. generace je označeno jako číslo publikace. V knize Jednotná klasifikace zaměstnání je označeno jako Povolovací číslo MK ČSR.
Většinou byl na knize udáván spolu s tematickou skupinou (13-770-003 14/55) a to na zadní straně obálky a v tiráži.

## Příklady
- 04-428-63 – Příčiny a odstraňování vad kovů, SNTL, 1963 (brožované vydání)[13]
- 04-429-63 – Příčiny a odstraňování vad kovů, SNTL, 1963 (vázané vydání)[13]
- 13-731-85 – Obrázkový svět, nakladatelství Albatros z roku 1985, pořadové číslo 731[14]
- 13-770-003 – Harry Potter a vězeň z Azkabanu, nakladatelství Albatros z roku 2003, pořadové číslo 770[12]
- 13-260-KMČ-002 – Dcera čarodějek, nakladatelství Albatros z roku 2002, pořadové číslo 260[1]
- 13-757-88-01 a 13-757-88-02 – Dva svazky knihy Napněte všechny plachty!, nakladatelství Albatros z roku 1988[4]
- 13-645-KMČ-76 – Dva divoši, nakladatelství Albatros z roku 1976[3]
- 13-234-KMČ-79 – Podivuhodné příběhy a dobrodružství Jana Kornela (jak je zažil na souši i na moři, mezi soldáty, galejníky, piráty, indiány, lidmi dobrými i špatnými, sám vždy věren svému srdci), nakladatelství Albatros z roku 1979[5]
- 13-276-KMČ-85 – Pod plachtami kolem světa (jiný překlad knihy Čtyři kapitáni), nakladatelství Albatros z roku 1985[6]
- 13-232-KMČ-91 – Poslední Mohykán, nakladatelství Albatros z roku 1991[7]
- 13-266-KMČ-92 – Stopy ve sněhu, Kletba vikingova hrobu, nakladatelství Albatros z roku 1992[8]
- 14-459-75 – Kytice (výbor), SPN, 1975